# John Gerald Milton

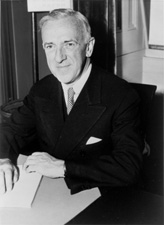
John Gerald Milton

John Gerald Milton (* 21. Januar 1881 in Jersey City, New Jersey; † 14. April 1977 ebenda) war ein US-amerikanischer Politiker (Demokratische Partei), der den Bundesstaat New Jersey im US-Senat vertrat.
John Milton besuchte die öffentlichen Schulen seiner Heimatstadt Jersey City. Nach einem Studium der Rechtswissenschaften wurde er im Jahr 1903 in die Anwaltskammer aufgenommen und begann in Jersey City als Jurist zu praktizieren.
Am 18. Januar 1938 wurde er vom neuen Gouverneur New Jerseys, A. Harry Moore, nominiert, um dessen Nachfolge im US-Senat anzutreten. Milton nahm sein Mandat bis zur Wahl eines Nachfolgers am 8. November desselben Jahres teil; er verzichtete auf eine eigene Kandidatur bei dieser Nachwahl, die der Republikaner William Warren Barbour gewann. Nach seiner kurzen Amtszeit im Kongress ging Milton wieder seiner Anwaltstätigkeit in Jersey City nach, wo er im April 1977 starb. Er wurde auf dem Holy Cross Cemetery in North Arlington beigesetzt.